# Катрюк Денис Олексійович
Дени́с Олексі́йович Катрю́к (нар. 5 березня 1994) — український футболіст, півзахисник «Інгульця».

## Біографія
Денис Катрюк народився 5 березня 1994 року. У ДЮФЛУ захищав кольори київського КСДЮШОР та донецького «Шахтаря». 2011—2012 роках Денис у складі «Шахтаря-3» у Другій лізі провів 32 матчі, у яких забив чотири м'ячі. У першій половині сезону 2013/14 років виступав за аматорський клуб «Буча». Із 2013 по серпень 2015 року виступав у складі білоцерківської команди «Арсенал-Київщина» — провів 49 матчів, забив три м'ячі. Крім того, 2014 року грав за аматорську «Рось» (Біла Церква). У своєму активі має 10 матчів у складі юніорських збірних України. Наприкінці серпня 2015 року перейшов до «Інгульця», у складі якого після завершення сезону став бронзовим призером Другої ліги.

## Досягнення
- Друга ліга чемпіонату України
  -  Бронзовий призер (1): 2015/16